# Last regrets/風所達到的地方
《Last regrets/風所達到的地方》（日语：Last regrets/風の辿り着く場所）是日本女性歌手彩菜的首張單曲，于1999年11月23日首次限量发售，之后也曾在Comiket 57上发售。之后为配合2006年版动画作品的播出，于2006年12月28日首次商业发行。

## 概要
《Last regrets/風所達到的地方》是女性歌手彩菜在Key Sounds Label發行的出道首張單曲和首張動畫單曲。同名表題曲曾被2006年10月至2007年3月在TBS播出的遊戲改編電視動畫《Kanon (第2作)》分別當作片頭主題曲和片尾主題曲使用。至於A面歌曲「Last regrets」在稍早的2002年被當作PS2版同名遊戲廣告歌曲使用。
《Last regrets/風所達到的地方》收錄的歌曲除了第3首、第4首（電視播出版）和第5首、第6首（2006 memorial mix版）以外曾在2002年發行的遊戲專輯《Kanon ORIGINAL SOUNDTRACK》等其它CD專輯收錄。另外，同名單曲收錄的第5首、第6首是2006年重新編曲版。

## 1999年版
1. Last regrets
作曲、作詞：麻枝准（Key名義）
編曲：高瀨一矢（I've）
  - PC遊戲《Kanon》片頭曲
2. 風所達到的地方
作曲：折戶伸治
作詞：Key
編曲：高瀨一矢（I've）
  - PC遊戲《Kanon》片尾曲
3. 朝影 (Arrange)
作曲：折戸伸治
編曲：北爪克尚
4. 冬之花火 (Arrange)
作曲：Key
編曲：折戸伸治
5. Little Fragments (Arrange)
作曲：折戸伸治
編曲：北爪克尚
6. Last Regrets (Instrumental)
7. 風所達到的地方 (Instrumental)
  - 最后一首歌曲的末尾包含男声演唱版的Last Regrets作为隐藏音轨。

## 2006年重新发行版
所有歌曲由麻枝准（Key名義）作詞，高瀨一矢（I've）編曲。
1. Last regrets
  - TBS、BS-i電視動畫《Kanon (第2作)》片頭主題曲
2. 風所達到的地方
作曲：折戶伸治
  - TBS、BS-i電視動畫《Kanon (第2作)》片尾主題曲
3. Last regrets -TV animation ver.-
4. 風所達到的地方 -TV animation ver.-
5. Last regrets -2006 memorial mix-
編曲：Manack
6. 風所達到的地方 -2006 memorial mix-
編曲：Manack

## Lia翻唱版
在2001年12月29日举办的Comiket 61上售卖发行的《Recollections》，收录了由歌手Lia所演唱的Acoustic版本的《Last regrets》。
2006年，Lia又在其個人第4張專輯《dearly》裡同彩菜以二重唱的方式重新演绎了此曲。曲名为『"Last Regrets feat. Ayana duo version』。
另外，Lia以LIA名義發行的第5張Remix專輯《enigmaticLIA4 -Anthemical Keyworlds-》收錄了由音樂家重新混音的版本。
還有，至於第2張Remix專輯《enigmaticLIA2》則收錄了遊戲作曲家齋藤廣祐以OMEGA FORCE名義進行混音的版本。

## 來源
1. ↑  . 4Gamer.net. 2006-09-22  [2017-02-08]. （原始内容存档于2019-08-09） （日语）.

## 相關項目
- 彩菜
- Key
- Kanon
- Key Sounds Label